# Ферв'ю-Парк (Індіана)
Ферв'ю-Парк (англ. Fairview Park) — місто (англ. town) в США, в окрузі Вермільйон штату Індіана. Населення — 1409 осіб (2020).

## Географія
Ферв'ю-Парк розташований за координатами 39°40′56″ пн. ш. 87°24′51″ зх. д. / 39.68222° пн. ш. 87.41417° зх. д. (39.682085, -87.414174).  За даними Бюро перепису населення США в 2010 році місто мало площу 2,28 км², уся площа — суходіл.

## Демографія
Згідно з переписом 2010 року, у місті мешкало 1386 осіб у 609 домогосподарствах у складі 406 родин. Густота населення становила 608 осіб/км².  Було 676 помешкань (297/км²).
Расовий склад населення:
| - 98,2 % — білих - 0,2 % — азіатів - 0,1 % — вихідців з тихоокеанських островів - 0,1 % — корінних американців - 0,1 % — чорних або афроамериканців |

До двох чи більше рас належало 0,5 %. Частка іспаномовних становила 0,8 % від усіх жителів.
За віковим діапазоном населення розподілялося таким чином: 20,9 % — особи молодші 18 років, 62,2 % — особи у віці 18—64 років, 16,9 % — особи у віці 65 років та старші. Медіана віку мешканця становила 41,9 року. На 100 осіб жіночої статі у місті припадало 102,9 чоловіків;  на 100 жінок у віці від 18 років та старших — 97,7 чоловіків також старших 18 років.
Середній дохід на одне домашнє господарство  становив 53 690 доларів США (медіана — 46 250), а середній дохід на одну сім'ю — 59 609 доларів (медіана — 52 266). Медіана доходів становила 51 583 долари для чоловіків та 35 972 долари для жінок. За межею бідності перебувало 12,2 % осіб, у тому числі 19,1 % дітей у віці до 18 років та 1,6 % осіб у віці 65 років та старших.
Цивільне працевлаштоване населення становило 545 осіб. Основні галузі зайнятості: освіта, охорона здоров'я та соціальна допомога — 38,7 %, виробництво — 17,1 %, будівництво — 7,5 %, роздрібна торгівля — 7,3 %.